# Lion (contre-torpilleur)
Pour les articles homonymes, voir Lion (homonymie).
Le Lion est l’un des six contre-torpilleurs de classe Guépard, construits pour la marine française dans les années 1920.

## Carrière
Pendant la Seconde Guerre mondiale, après la capitulation de la France face à l’Allemagne, en juin 1940, le Lion a servi dans la marine de Vichy. Il faisait partie des navires de la flotte française sabordés à Toulon, en France, le 27 novembre 1942. Il a ensuite été réparé par la Regia Marina (marine royale italienne).